# Eryngium supinum
Eryngium supinum är en flockblommig växtart som beskrevs av John McConnell Black. Eryngium supinum ingår i släktet martornar, och familjen flockblommiga växter. Inga underarter finns listade i Catalogue of Life.